# Lucio Bertogna
Lucio Bertogna (San Canzian d'Isonzo, 25 febbraio 1946) è un ex calciatore italiano di ruolo attaccante.

## Carriera
Lucio Bertogna cresce nel Venezia, con i neroverdi disputa quattro stagioni. Nel 1968 viene acquistato dalla Fiorentina dove però non trova di fatto spazio. Quindi nello stesso anno, a novembre, viene ceduto alla Roma, fortemente voluto da Helenio Herrera. Alla Roma resta fino al termine della stagione per poi essere ceduto prima al Monza e poi al Trento.

## Palmarès

### Club

#### Competizioni nazionali
- Coppa Italia: 1

Roma: 1968-1969